# Le Clown blessé
Le Clown blessé est un tableau peint par Georges Rouault en 1932. Cette huile sur papier marouflé sur toile représente un clown triste soutenu par deux compagnons. Elle est conservée au musée national d'Art moderne, à Paris.